# Liskivșciîna, Semenivka
Liskivșciîna (în ucraineană Лісківщина) este un sat în comuna Hotiivka din raionul Semenivka, regiunea Cernihiv, Ucraina.

## Demografie
Componența lingvistică a localității Liskivșciîna
     Ucraineană (70,59%)
     Rusă (29,41%)
Conform recensământului din 2001, majoritatea populației localității Liskivșciîna era vorbitoare de ucraineană (70,59%), existând în minoritate și vorbitori de rusă (29,41%).